# Toquí de ratlles negres
El toquí de ratlles negres (Arremonops conirostris) és una espècie d'ocell de la família dels passerèl·lids (Passerellidae) que habita garrigues, sotabosc i ciutats d'Amèrica Central, des del sud d'Hondures i Nicaragua, cap al sud, fins a Panamà i Amèrica del Sud, a Colòmbia, oest de l'Equador, Veneçuela i zona limítrofa del nord del Brasil.

## Taxonomia
La majoria d'autoritats taxonòmiques reconeixen sis subespècies:
- A. c. striaticeps (Lafresnaye, 1853) est d'Hondures i Panamà fins a l'oest de Colòmbia i oest d'Equador. Inclou a subespècie A. c. richmondi (Wetmore et al. 1984).
- A. c. viridicatus (Wetmore, 1957) illa de Coiba (costa sud de Panamà).
- A. c. inexpectatus (Chapman, 1914) centre nord de Colòmbia.
- A. c. conirostris (Bonaparte, 1850) nord i nord-est de Colòmbia, nord i centre de Veneçuela i extrem nord de Brasil.
- A. c. umbrinus (Todd, 1923) est de Colòmbia i oest de Veneçuela.
- A. c. pastazae (Krabbe & Stejskal, 2008) est d'Equador.

HBW and BirdLife International reconeixen A. c. richmondi com espècie de ple dret